# Mpu Prapanca
Mpu Prapanca (fl. XIV secolo) è stato uno scrittore indonesiano.
Fu l'autore del poema epico in javanese antico Nagarakertagama, che racconta la storia del regno Majapahit e altre storie di regni Hindu-Javanesi.